# Giovanni Battista De Bonis
Giovanni Battista De Bonis (Pietragalla, 29 novembre 1699 – Molfetta, 3 marzo 1772) è stato un medico italiano.
Nato da una nobile famiglia di Acerenza, iniziò ad istruirsi con gli studi filosofici e letterari, recandosi, in seguito, a Napoli per laurearsi in medicina. Trasferitosi in Puglia, ottenne a Molfetta l'ufficio di primo medico della città. Entrato in contatto con l'élite borbonica divenne, con regio decreto, insegnante di eloquenza presso il collegio gesuita di Molfetta.
Si dedicò alla scrittura di diverse opere mediche, come Hydropisia seu de potu aquae in morbis (1754), divisa in quattro libri, basata su una corretta idratazione dell'organismo e dedicata a Carlo III di Borbone e De jebre Neapolitana libri duo (1764), che conteneva rimedi contro il tifo esantematico che scoppiò a Napoli. Fu anche compositore di poesie satiriche in latino. Morì a Molfetta nel 1772.

## Opere
- Hydropisia seu de potu aquae in morbis (1754)
- De jebre Neapolitana libri duo (1764)
- In nuptias Ferdinandi IV regis nostri et Mariae Caroiinae (1768)
- De humani corporis Anatomia
- De bello Odrysio